# Стрелецкая (Ульяновская область)
Стрелецкая— деревня в Карсунском районе Ульяновской области. Входит в состав Вальдиватского сельского поселения.

## География
Находится на берегу реки Кондаратка на расстоянии примерно 20 километров по прямой на север от районного центра поселка Карсун.

## История
Возникла в XVII веке как выселок из стрелецкой слободы Большая Кондарать. В 1859 году насчитывала 36 дворов и 385 жителей, в 1913 114 дворов и 788 жителей. 

## Население
Население составляло 196 человек в 2002 году (русские 95%), 147 по переписи 2010 года.